# Gisan-myeon, Seocheon-gun
Gisan-myeon (koreanska: 기산면) är en socken i kommunen Seocheon-gun i provinsen Södra Chungcheong i Sydkorea, 170 km söder om huvudstaden Seoul.